# Veenmosrietland
Het veenmosrietland (Pallavicinio-Sphagnetum) is een associatie uit het verbond van zwarte zegge (Caricion nigrae).
Het veenmosrietland wordt soms tot een afzonderlijk landschapstype gerekend, dat kraggenlandschap wordt genoemd.

## Naamgeving en codering
- Syntaxoncode voor Nederland (rVvN): r09Aa02
- Natura2000-habitattypecode: H7140B

De wetenschappelijke naam Pallavicinio-Sphagnetum is afgeleid van de botanische namen van elzenmos (Pallavicinia lyellii) en veenmos (Sphagnum).

## Fysiognomie
Bij trilveen is de vegetatiemat nog zeer dun. Deze mat of drijftil of kragge wordt door ophoping van plantenmateriaal in de loop van de tijd steeds dikker. Het water zakt niet meer door de mat heen, hierdoor ontstaat er een regenwaterlens. Het gevolg is dat het trilveen verzuurt. Dit wordt mede veroorzaakt door de veenmossen die in de vegetatie verschijnen. Er ontstaat veenmosrietland. 
Het bijzondere van het veenmosrietland is de gelaagdheid van de vegetatie. Planten die ondiep wortelen leven van regenwater, planten die diep wortelen profiteren van het water onder de kragge. Daar er onder de kragge meer voedingsstoffen in het water zitten, groeien de diepwortelende planten, zoals riet, boven de vegetatie uit. Wanneer de vegetatiemat nog dikker wordt gaat het veenmosrietland over in de moerasheide (Sphagno-Ericetum).
In het veenmosrietland groeien verschillende planten. Er groeien altijd riet en veenmossen. Daarnaast komen er zeldzamere planten voor zoals ronde zonnedauw, welriekende nachtorchis en blauwe knoop.

## Ecologie
Het is een plantengemeenschap van een verlandingsreeks. Het ontstaat bij maaibeheer uit trilveen. Het veenmosrietland is een belangrijk habitat voor de grote vuurvlinder.

## Verspreiding
Het veenmosrietland is een zeldzaam vegetatietype dat voorkomt in laagveengebieden, zoals De Wieden, De Weerribben, De Oude Venen en de Nieuwkoopse plassen in Nederland. Het wordt beschermd via de Habitatrichtlijn, als Habitattype H7140B Overgangs- en trilvenen.

## Diagnostische taxa voor Nederland en Vlaanderen
In de onderstaande synoptische tabel staan per vegetatielaag de belangrijkste diagnostische taxa voor Nederland en Vlaanderen.
Kruidlaag
| Diagnostiek       | Presentie | Triviale naam        | Botanische naam       | Opmerking |
| ----------------- | --------- | -------------------- | --------------------- | --------- |
| associatiekentaxa | 50%       | kamvaren             | Dryopteris cristata   |           |
| verbondskentaxa   | 35%       | moerasstruisgras     | Agrostis canina       |           |
| verbondskentaxa   | 15%       | wateraardbei         | Comarum palustre      |           |
| verbondskentaxa   | 15%       | zwarte zegge         | Carex nigra           |           |
| klassekentaxa     | 60%       | gewone waternavel    | Hydrocotyle vulgaris  |           |
| klassekentaxa     | 30%       | moerasviooltje       | Viola palustris       |           |
| klassekentaxa     | 20%       | zompzegge            | Carex canescens       |           |
| klassekentaxa     | 20%       | veenmosorchis        | Hammarbya paludosa    |           |
| klassekentaxa     | 12%       | moerasbasterdwederik | Epilobium palustre    |           |
| klassekentaxa     | 10%       | zomprus              | Juncus articulatus    |           |
| klassekentaxa     | 5%        | waterdrieblad        | Menyanthes trifoliata |           |
| begeleidende taxa | 100%      | echt riet            | Phragmites australis  |           |
| begeleidende taxa | 55%       | ronde zonnedauw      | Drosera rotundifolia  |           |

Moslaag
| Diagnostisch taxon  | Presentie | Triviale naam       | Botanische naam                     | Opmerking |
| ------------------- | --------- | ------------------- | ----------------------------------- | --------- |
| kensoort associatie | 25%       | elzenmos            | Pallavicinia lyellii                |           |
| kensoort associatie | 15%       | moerasgaffeltandmos | Dicranum bonjeanii                  |           |
| kensoort verbond    | 40%       | gewimperd veenmos   | Sphagnum fimbriatum                 |           |
| kensoort verbond    | 40%       | haakveenmos         | Sphagnum squarrosum                 |           |
| kensoort klasse     | 15%       | glanzend veenmos    | Sphagnum subnitens                  |           |
| constant taxon      | 65%       | gewoon veenmos      | Sphagnum palustre                   |           |
| begeleidend taxon   | 55%       | gewoon haarmos      | Polytrichum commune                 |           |
| begeleidend taxon   | ?         | veenhaarmos         | Polytrichum juniperinum var. affine |           |
| begeleidend taxon   | 50%       | roodviltmos         | Aulacomnium palustre                |           |
| begeleidend taxon   | 35%       | slank veenmos       | Sphagnum flexuosum                  |           |
| begeleidend taxon   | 25%       | gewoon peermos      | Pohlia nutans                       |           |
| begeleidend taxon   | 20%       | moerasbuidelmos     | Calypogeia fissa                    |           |
| begeleidend taxon   | 15%       | gewoon puntmos      | Calliergonella cuspidata            |           |